# Efecto directo del derecho de la Unión Europea
El efecto directo constituye un principio básico del derecho comunitario. Dicho principio crea derechos a favor de los particulares para que puedan alegarlos ante los órganos jurisdiccionales nacionales y comunitarios.
Los particulares están sujetos a obligaciones derivadas del derecho comunitario. Además disponen de derechos, así el efecto directo les permite prevalerse de las normas comunitarias, por ello este principio incrementa la eficacia del derecho comunitario y la protección de los derechos de los particulares, ya que permite que puedan oponer una norma comunitaria al margen de que existan o no textos internos.
El efecto directo es un principio jurisprudencial sentado por el Tribunal de Justicia de la Unión Europea en la sentencia “Van Gend en Loos, de 5 de febrero de 1963”

## Comparación entre efecto directo y aplicabilidad inmediata
La aplicabilidad inmediata es un principio en virtud del cual el derecho comunitario se aplica en el ámbito nacional sin necesidad de proceder a su introducción o a su transformación en derecho nacional. En principio, el efecto directo y la aplicabilidad inmediata van juntos, como es en el caso del reglamento comunitario. No obstante, algunas normas pueden tener efecto directo sin ser de aplicabilidad inmediata. Es el caso de una directiva comunitaria que, en determinadas condiciones, surte efectos directos pero no es inmediatamente aplicable puesto que requiere un texto de transposición.

## Tipos
Debemos distinguir entre, efecto directo horizontal que es la posibilidad del particular de invocar ante los tribunales ordinarios las disposiciones del derecho comunitario frente a otros particulares mientras que el efecto directo vertical, es la posibilidad del particular de invocar ante los tribunales ordinarios las disposiciones del derecho comunitario frente a los estados miembros.
Es importante destacar que el propio Tribunal de Justicia sentenció que el criterio determinante para que una norma tenga efecto directo se fundamentará en que ésta sea obligatoria para el estado miembro o para la institución comunitaria en cuestión.

## Posibilidad de alegación
Para referirse a aquellos casos en los que pese a no existir efecto directo en una norma comunitaria, ésta pueda ser alegada por un particular ante un juez nacional para apoyar una pretensión existe la llamada “posibilidad de alegación”.

## Efecto directo y derecho primario
Por cuanto al derecho primario se refiere, en la sentencia “Van Gend en Loos”, el Tribunal de Justicia de la Unión Europea, sentó el principio del efecto directo. No obstante, indicó como condición que las obligaciones deben ser: Precisas, claras, incondicionales y que no requieran medidas complementarias.
El Tribunal de Justicia precisa de este modo que, en el Tratado constitutivo de la Comunidad Europea (Tratado CE), surten efecto directo los siguientes artículos: el artículo 12 sobre la prohibición de discriminaciones por razón de la nacionalidad; el artículo 25 sobre la prohibición de derechos de aduana y exacciones de efecto equivalente; los artículos 28 y 29 sobre la prohibición de las restricciones cuantitativas; el artículo 39 sobre la libre circulación de trabajadores; el artículo 43 sobre la libertad de establecimiento; el artículo 50 sobre la libre circulación de servicios; el artículo 81 sobre la prohibición de acuerdos entre empresas y el artículo 82 sobre la prohibición del abuso de posición dominante; el artículo 88 sobre ayudas estatales; el artículo 90 sobre la prohibición de discriminaciones tributarias a los productos importados; el artículo 141 sobre la igualdad de retribución, sin discriminación por razón de sexo. 
El Tribunal consideró que algunas disposiciones del Tratado surten efecto directo completo (los artículos 39, 43, 50 y 81), o efecto directo vertical (como los artículos 12 y 95).

## Efecto directo y derecho derivado
El alcance del efecto directo del derecho derivado (enlace roto disponible en Internet Archive; véase el historial, la primera versión y la última). es variable según el tipo de acto. Por cuanto se refiere a los reglamentos comunitarios, el Tribunal de Justicia ha reconocido su efecto directo completo; las decisiones individuales de las que el Estado es el único destinatario, el Tribunal de Justicia sólo ha aceptado el efecto directo vertical; en cuanto a las directivas, el Tribunal de Justicia les ha reconocido efecto directo. No obstante, precisó que el efecto directo era de carácter exclusivamente vertical. Además sólo rige a partir de la expiración del plazo de transposición. Por último, las directivas deben cumplir las condiciones impuestas en la sentencia “Van Gend en Loos” para que se les reconozca el efecto directo; por lo que se refiere al derecho convencional y, en particular, el generado por los compromisos internacionales de las Comunidades, el Tribunal de Justicia aceptó aplicar los criterios sentados por la sentencia “Van Gend en Loos”, y por último, los instrumentos del tercer pilar y el Tratado de la Unión Europea (Tratado UE) son explícitos: las decisiones marco y las decisiones carecen de efectos directos.